# Mundomar
Mundomar es un parque de animales marinos y exóticos, situado en Benidorm, en la Comunidad Valenciana. El parque está situado al lado del parque acuático Aqualandia y fue inaugurado en 1996. Mundomar comprende un delfinario y tiene diferentes animales marítimos, como leones de mar, delfines mulares, pingüinos y loros. El parque suele estar abierto desde febrero hasta diciembre. 